# Festa di Piedigrotta
Die Festa di Piedigrotta ist ein traditionelles neapolitanisches Volksfest. Der damit verbundene musikalische Wettbewerb stimulierte 1839 bis 1950 die Produktion volkstümlicher neapolitanischer Musik.

## Geschichte des Festes

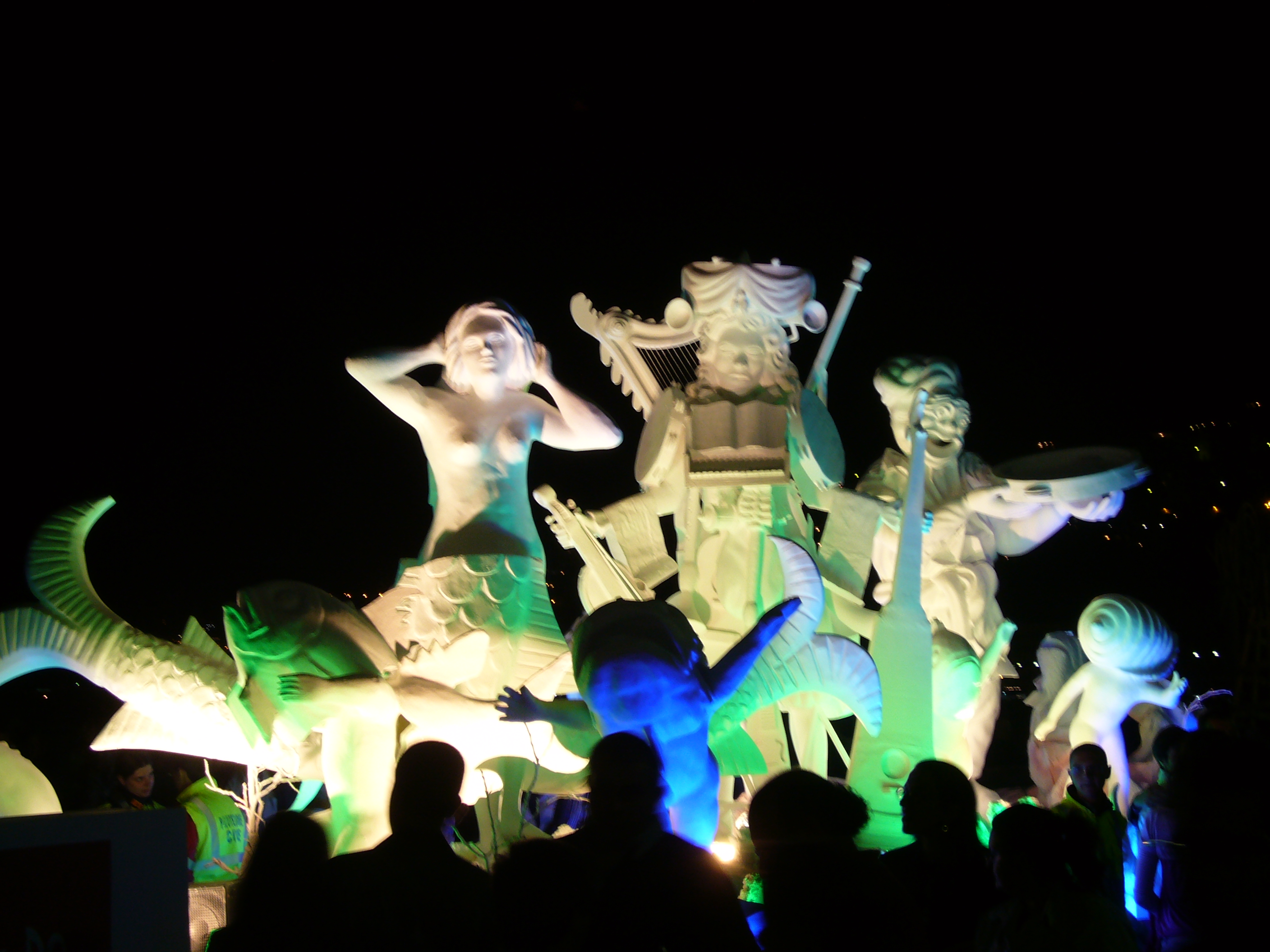
Festumzug (2007)

Als Vorläufer des Festes werden die antiken Bacchanale angesehen, die bei der Grotte von Pozzuoli gefeiert wurden. Im 16. Jahrhundert wurde die Kirche Santa Maria di Piedrigrotta im neapolitanischen Stadtteil Mergellina mit ihrer Madonnenstatue Zentrum eines Volksfestes der Fischer, das fix auf den 8. September verlegt wurde.
Unter der spanischen Krone gewann die Parade von Piedigrotta offiziellen Festcharakter, speziell seit 1528 zum ersten Mal der Vizekönig teilgenommen hatte. Unter bourbonischer Herrschaft wurde der militärische und antihabsburgische Aspekt betont.
Das Fest verlor aber nie seinen populären, heidnisch-sinnlichen Charakter, mit Tanz und  Gesang. Ab dem 8. September 1839 gab es einen offiziellen Liederwettbewerb der   
"Canzone napoletana". Das herbstliche Fest stimulierte in bedeutendem Maße die neapolitanische Volksmusik. Es wurde zum Anlass der Publikation stets neuer Lieder – im Jahr 1889 waren es etwa über 3000. 1952 bis 1970 gab es ein "Festival della Canzone Napoletana". Das Fest erlebte einen Niedergang und wurde 1982 abgeschafft, es gibt aber seit 2007 einen Versuch seiner Wiederbelebung. Dazu gehört ein karnevalsartiger Umzug mit Wagen, darunter der volkstümlichen Figur des Pulcinella.